# 常彦
常彦（1932年—2023年10月28日），曾用名常学武，男，山东朝城人，中国电影导演，曾任长春电影制片厂导演，中国电影家协会理事。